# Amara Diouf
Amara Diouf (Pikine, 7 giugno 2008) è un calciatore senegalese, attaccante del settore giovanile del Génération Foot e della Nazionale senegalese.

## Carriera

### Club
Cresciuto nel Génération Foot, il 20 agosto 2023 esordisce nelle competizioni internazionali per club disputando da titolare il doppio confronto di CAF Champions League contro i guineani dell'Hafia.

### Nazionale
Nel 2022 esordisce con la Nazionale Under-17 partecipando, l'anno dopo, al campionato africano di categoria, competizione vinta di cui è capocannoniere con 5 reti superando il precedente primato di Victor Osimhen.
Il 9 settembre 2023, a 15 anni, esordisce con la nazionale maggiore nella partita di qualificazione alla Coppa d'Africa pareggiata per 1-1 contro il Ruanda, entrando in campo al 71' e facendo registrare un primato di precocità per questa nazione.

## Statistiche

### Cronologia presenze e reti in nazionale
| Cronologia completa delle presenze e delle reti in nazionale ― Senegal | Cronologia completa delle presenze e delle reti in nazionale ― Senegal | Cronologia completa delle presenze e delle reti in nazionale ― Senegal | Cronologia completa delle presenze e delle reti in nazionale ― Senegal | Cronologia completa delle presenze e delle reti in nazionale ― Senegal | Cronologia completa delle presenze e delle reti in nazionale ― Senegal | Cronologia completa delle presenze e delle reti in nazionale ― Senegal | Cronologia completa delle presenze e delle reti in nazionale ― Senegal |
| Data                                                                   | Città                                                                  | In casa                                                                | Risultato                                                              | Ospiti                                                                 | Competizione                                                           | Reti                                                                   | Note                                                                   |
| ---------------------------------------------------------------------- | ---------------------------------------------------------------------- | ---------------------------------------------------------------------- | ---------------------------------------------------------------------- | ---------------------------------------------------------------------- | ---------------------------------------------------------------------- | ---------------------------------------------------------------------- | ---------------------------------------------------------------------- |
| 9-9-2023                                                               | Diamniadio                                                             | Senegal                                                                | 7 – 1                                                                  | Ruanda                                                                 | Qual. Coppa d'Africa 2023                                              | -                                                                      | 71’                                                                    |
| 26-3-2024                                                              | Amiens                                                                 | Senegal                                                                | 1 – 0                                                                  | Benin                                                                  | Amichevole                                                             | -                                                                      | 86’                                                                    |
| Totale                                                                 |                                                                        | Presenze                                                               | 2                                                                      |                                                                        | Reti                                                                   | 0                                                                      |                                                                        |